# Marina Gilardoni
Marina Gilardoni (Eschenbach, 4 maart 1987) is een Zwitsers voormalig skeletonster en bobsleeër. Ze vertegenwoordigde haar vaderland op de Olympische Winterspelen 2014 en in 2018.

## Carrière
Gilardoni begon haar loopbaan in het bobsleeën. Op 11 januari 2008 maakte ze haar wereldbekerdebuut in Cortina d'Ampezzo. Samen met Maya Bamert eindigde ze op de 10e plaats. In februari behaalde ze hun eerste podium met een tweede plaats in Königssee. In 2008 werd ze wereldkampioene bij de junioren aan de zijde van Fabienne Meyer en achttiende op het wereldkampioenschap elite. In het seizoen 2008/09 nam ze opnieuw deel aan de wereldbeker aan de zijde van Fabienne Meyer en op het wereldkampioenschap werden ze vijftiende. Twee jaar later werd ze opnieuw wereldkampioene bij de junioren, ditmaal met Sabina Hafner.
In 2010 schakelde ze over naar het skeleton, in haar eerste seizoen nam ze deel aan de Europe Cup waar ze twaalfde werd. Gilardoni maakte haar wereldbekerdebuut in Igls op 2 december 2011, ze eindigde dat seizoen als 21e in de eindstand. Datzelfde seizoen was ze ook actief in de Europe Cup en Intercontinental Cup. Op het wereldkampioenschap in 2012 werd ze 20e. In het seizoen 2012/13 werd ze 20e in de wereldbeker en 15e op het wereldkampioenschap individueel en vijfde in de landenwedstrijd.
In het seizoen 2013/14 werd hij tweemaal tweede in de North American Cup; daarnaast werd ze zevende in de eindstand van de wereldbeker. In 2014 nam Gilardoni deel aan de Olympische Winterspelen 2014 waar ze op de 18e plaats eindigde 0,1 seconde achter Lucy Chaffer. In het seizoen 2014/15 bevestigde ze haar eerdere resultaten met een achtste plaats in de eindstand van de wereldbeker met als beste resultaat een vierde plaats. Op het wereldkampioenschap dat jaar werd ze ook achtste.
In het seizoen 2015/16 behaalde ze haar eerste podium in de wereldbeker; ze werd driemaal derde en een keer tweede. Ze eindigde het seizoen als vijfde. Op het Europees kampioenschap behaalde ze een bronzen medaille en op het wereldkampioenschap werd ze vierde. Gilardoni kon in het seizoen 2016/17 haar resultaten niet meer herhalen en werd 20e in de eindstand en 18e op het wereldkampioenschap. In het seizoen 2017/18 deed ze weer beter met een 16e plaats in de wereldbeker; ze nam deel aan de Olympische Winterspelen in 2018 waar ze elfde werd.
In het seizoen 2018/19 startte ze het seizoen met twee vijfde plaatsen in de Intercontinental Cup. In de eerste wereldbekerwedstrijd van het seizoen ging ze niet meer van start in de tweede run. Ze eindigde als 17e in de eindstand van de wereldbeker en 24e in de IC. Op het wereldkampioenschap in 2019 behaalde ze een zesde plaats. Ze nam in het seizoen 2019/20 opnieuw deel aan de wereldbeker en werd zesde in de eindstand net voor de Belgische Kim Meylemans. Op het wereldkampioenschap won ze de zilveren medaille 0,22 seconden achter de Duitse Tina Hermann. Die wedstrijd zou uiteindelijk haar laatste worden en Gilardoni nam twee jaar later definitief afscheid van de sport.

## Resultaten bobslee

### Wereldkampioenschappen
| Jaar | Plaats      | Resultaat | Ploeggenoten               |
| ---- | ----------- | --------- | -------------------------- |
| 2008 | Altenberg   | 18e       | Fabienne Meyer             |
| 2009 | Lake Placid | 15e       | Fabienne Meyer, Cora Huber |

## Resultaten skeleton

### Olympische Spelen
| Jaar | Plaats      | Resultaat |
| ---- | ----------- | --------- |
| 2014 | Sotsji      | 18e       |
| 2018 | Pyeongchang | 11e       |

### Wereldkampioenschappen
| Jaar | Plaats       | Resultaat                          |
| ---- | ------------ | ---------------------------------- |
| 2012 | Lake Placid  | 20e individueel                    |
| 2013 | Sankt Moritz | 15e individueel 5e landenwedstrijd |
| 2015 | Winterberg   | 8e individueel                     |
| 2016 | Igls         | 4e individueel                     |
| 2017 | Königssee    | 18e individueel                    |
| 2019 | Whistler     | 6e individueel                     |
| 2020 | Altenberg    | individueel · 8e Gemengd team      |

### Klasseringen
| Seizoen | Divisie              | Niv. | #1     | #2     | #3    | #4     | #5  | #6  | #7    | #8     | Punten | Rang |
| ------- | -------------------- | ---- | ------ | ------ | ----- | ------ | --- | --- | ----- | ------ | ------ | ---- |
| 2010/11 | Europe Cup           | III  | -      | -      | 5e    | 5e     | 13e | -   | -     | 10e    | 148    | 12e  |
| 2011/12 | Europe Cup           | III  | 10e    | -      | -     | -      | -   | -   | -     | -      | 32     | 42e  |
| 2011/12 | Intercontinental Cup | II   | -      | -      | -     | -      | 10e | 14e | -     | -      | 128    | 26e  |
| 2011/12 | Wereldbeker          | I    | 14e    | 21e    | 15e   | 19e    | 16e | 14e | -     | 18e    | 640    | 21e  |
| 2012/13 | Intercontinental Cup | II   | -      | -      | -     | 14e    | 17e | -   | -     | -      | 100    | 31e  |
| 2012/13 | Wereldbeker          | I    | 20e    | 21e    | 17e   | 16e    | -   | 18e | 20e   | 22e    | 592    | 20e  |
| 2013/14 | North American Cup   | III  | Zilver | Zilver | -     | -      | -   | -   | -     | -      | 130    | 15e  |
| 2013/14 | Wereldbeker          | I    | 11e    | 15e    | 9e    | 5e     | 14e | 12e | 9e    | 9e     | 1120   | 7e   |
| 2014/15 | Wereldbeker          | I    | 8e     | 9e     | 6e    | 8e     | 19e | 4e  | 6e    | 8e     | 1250   | 8e   |
| 2015/16 | Wereldbeker          | I    | 14e    | 8e     | Brons | Zilver | 12e | 6e  | Brons | Brons  | 1386   | 5e   |
| 2016/17 | Wereldbeker          | I    | 14e    | 14e    | 8e    | 17e    | 13e | -   | -     | 20e    | 660    | 20e  |
| 2017/18 | Wereldbeker          | I    | 19e    | 26e    | 16e   | 15e    | 13e | 10e | 15e   | 10e    | 822    | 16e  |
| 2018/19 | Intercontinental Cup | II   | 5e     | 5e     | -     | -      | -   | -   | -     | -      | 184    | 24e  |
| 2018/19 | Wereldbeker          | I    | DNS    | -      | 7e    | 11e    | 10e | -   | 15e   | 11e    | 688    | 17e  |
| 2019/20 | Wereldbeker          | I    | 9e     | 11e    | 5e    | 4e     | 10e | 11e | 6e    | Zilver | 1330   | 6e   |